# Impacto USA
Impacto USA es un periódico en español de Los Ángeles, California, EE. UU. que surgió para satisfacer las necesidades de información de la creciente comunidad hispánica del Sur de California. De la publicación del periódico se encargan Los Ángeles Newspaper Group y Digital First Media.

Se distribuyen alrededor de 250.000 ejemplares en el Sur de California, incluyendo Los Ángeles Central, Long Beach, otras partes del condado de Los Ángeles y el Inland Empire.
Su sede se encuentra en:
21250 Hawthorne Blvd., Suite 170
Torrance, California 90503
Teléfono: 310-543-6170
Editor: José Fuentes-Salinas. jose.fuentes@impactousa.com

## Secciones
1. Noticias (locales, nacionales e internacionales).
2. Deportes (con especial atención al fútbol mexicano).
3. Espectáculos (TV, música, libros, etc.).
4. Entrevistas (a personajes famosos y deportistas).
5. Diversiones (cine en cartelera, clubes, conciertos, museos, etc.).
6. Recursos (mi dinero, mi salud, mi educación, mi guía, mi directorio, mi superación personal).